# Toque de Queda (banda)
Toque de Queda fue una banda de heavy metal, formada originalmente en 1995 en Quito, Ecuador y disuelta en 2020 tras varios cambios de alineación.  

## Trayectoria
La agrupación fue conformada a mediados de los años 90 por el baterista Milton Soto, el bajista Edd Carrera y los guitarristas Paúl Carrera y Eduardo Dávila, en el barrio capitalino de Quito Sur. Su primer cantante fue Dennys Arboleda. Tras varios cambios en la alineación, se suman posteriormente Pablo Terán como nueva voz principal, Jorge Naranjo en la batería, Sebastián Saltos en la guitarra y Danilo Casares en los teclados. En 2000 graban su primer demotape, La ciudad olvidada, del que promocionan el tema "Esclavos del frío", que es difundido en varias emisoras de radio y televisión, con un éxito moderado. Durante el mismo año, la banda graba un álbum split junto a la agrupación quiteña Sueño Eterno bajo la producción del sello independiente Subterra Records, promocionando el tema "No siempre", que en 2001 ubica definitivamente a la agrupación dentro de la escena roquera ecuatoriana. 
Tras una larga pausa de los escenarios iniciada en 2003, en 2007 el grupo volvió para grabar el que fue su último álbum de estudio como Toque de Queda, La luz escondida, mismo que editaron en 2009 y relanzaron en público dentro del festival local Rockcotocollao, en 2010. La banda también participó en los festivales locales Semana del Rock Ecuatoriano y Al Sur del Cielo.
Actualmente varios exmiembros de la agrupación continúan en los escenarios bajo el nombre Pablo T. TokedeKeda.

## Alineación Clásica
Toque de Queda:
- Pablo Terán  (voz)
- Sebas Saltos (guitarra)
- Edison Carrera (bajo)
- Jorge Naranjo (batería)

## Discografía

### Toque de Queda
- La ciudad olvidada (demo tape, 2000)
- Toque de Queda & Sueño Eterno (disco split, 2001)
- Alabanza (single, 2002)
- La luz escondida (disco, 2009)